# Michaił Striełkow
Michaił Striełkow (ros. Михаил Стрелков; ur. 25 lipca 1994) – rosyjski lekkoatleta specjalizujący się w biegach długich.
Czwarty zawodnik biegu na 10 000 metrów podczas mistrzostw Europy juniorów w Rieti (2013).
Wielokrotny medalista mistrzostw Europy w biegach przełajowych – w 2011 zdobył srebro w drużynie juniorów. Rok później, wraz z kolegami z reprezentacji, stanął na najwyższym stopniu podium. W 2013 sięgnął po brąz w biegu juniorów, a rosyjska drużyna zdobyła srebro. W 2015 zdobył srebro na dystansie 10 000 metrów podczas młodzieżowych mistrzostw Europy.
Złoty medalista mistrzostw Rosji.
Rekordy życiowe: bieg na 5000 metrów – 14:09,80 (27 czerwca 2014, Żukowski); bieg na 10 000 metrów – 28:53,94 (9 lipca 2015, Tallinn).

## Osiągnięcia
| Rok  | Impreza                                   | Miejsce   | Konkurencja           | Pozycja     | Wynik    |
| ---- | ----------------------------------------- | --------- | --------------------- | ----------- | -------- |
| 2011 | Mistrzostwa Europy w biegach przełajowych | Velenje   | bieg juniorów         | 49. miejsce | 18:53    |
| 2011 | Mistrzostwa Europy w biegach przełajowych | Velenje   | drużyna juniorów      | 2. miejsce  |          |
| 2012 | Mistrzostwa Europy w biegach przełajowych | Budapeszt | bieg juniorów         | 11. miejsce | 19:04    |
| 2012 | Mistrzostwa Europy w biegach przełajowych | Budapeszt | drużyna juniorów      | 1. miejsce  |          |
| 2013 | Mistrzostwa Europy juniorów               | Rieti     | bieg na 10 000 metrów | 4. miejsce  | 30:58,49 |
| 2013 | Mistrzostwa Europy w biegach przełajowych | Belgrad   | bieg juniorów         | 3. miejsce  | 18:05    |
| 2013 | Mistrzostwa Europy w biegach przełajowych | Belgrad   | drużyna juniorów      | 2. miejsce  |          |
| 2014 | Mistrzostwa Europy w biegach przełajowych | Samokow   | bieg młodzieżowców    | 10. miejsce | 26:03    |
| 2014 | Mistrzostwa Europy w biegach przełajowych | Samokow   | drużyna młodzieżowców | 1. miejsce  |          |
| 2015 | Młodzieżowe mistrzostwa Europy            | Tallinn   | bieg na 10 000 metrów | 2. miejsce  | 28:53,94 |